# 이준 (기업인)
이준(李鐏, 1922년 10월 22일~ 2003년 10월 4일)은 대한민국의 기업인으로 삼풍그룹의 회장이었다. 삼풍백화점 붕괴 사고의 주범. 본관은 전의로 영의정 이탁의 후손이다.
군인 출신으로 박정희 대통령 재임당시에 중앙정보부에 근무하며 군 출신 정계 인사들과 인맥이 있었다. 그 덕분에 그는 삼풍그룹을 설립하여 회장이 되고, 공격적인 인수확장으로 1996년 그룹해체 직전 재계 30위권까지 올라갔다.
1963년 삼풍건설을 설립하여 건설업 등을 주로 맡았으며, 1989년부터는 삼풍백화점 운영도 담당하였다.
그러나 1995년 삼풍백화점 붕괴 사고가 일어남으로써 결국 이준에게는 엄청난 비난이 쏟아졌다. 붕괴 직전인 6월 29일 오후 4시에 열린 긴급회의에서 이준은 기술진에게 백화점 건물이 붕괴직전에 처했다는 보고를 받았지만 본인이 이 보고를 묵살하고 삼풍백화점은 영업을 이어가지만 회의 직후인 6시에 백화점 건물이 붕괴되었다. 그룹은 결국 해체되었고, 이준은 업무상과실치사상죄가 적용되어 1996년 징역 7년 6개월을 선고받았다. 당시 경찰조사과정에서 "무너진다는 것은 다시 말해서 손님들에게 피해도 가지만 우리 회사의 재산도 망가지는 거야!"라는 망언을 했다. 그 뒤 출소 후 2003년 10월 4일 노환으로 인해 사망했다.
아들이 셋이 있었으나 큰 아들 이한웅은 1975년 사고로 인해 사망했고, 작은 아들 이한상,삼남 이한창은 삼풍 사건때 공범으로 구속되어 처벌 받았다. 맏며느리(사망한 이한웅의 아내) 추경영은 삼풍백화점 붕괴 사고 당시 백화점에서 아이스크림 가게를 경영하고 있었는데, 붕괴 사고에 휘말려 매몰되었고 붕괴 후 14시간만에 구출되었다.

## 같이 보기
- 삼풍백화점
- 삼풍백화점 붕괴 사고
- 삼풍그룹